# 争取社会主义运动—争取人民主权政治机构
争取社会主义运动—争取人民主权政治机构（西班牙語：Movimiento al Socialismo–Instrumento Político por la Soberanía de los Pueblos，缩写为MAS-IPSP），简称争取社会主义运动（Movimiento al Socialismo，缩写为MAS），是玻利维亚的左翼政党，成立于1997年7月23日，它的支持者自称“masistas”。
争取社会主义运动于2006年执政，它于2005年第一次单独赢得2005年玻利维亚大选。争取社会主义运动从古柯种植者权利保护运动发展而来。埃沃·莫拉莱斯明确了他的政党和社会组织的目标是要实现多民族团结，颁布新的油气法保证油气收入占玻利维亚国家收入的50%，争取社会主义运动领导人最近在访问透露出对油气国有化浓厚兴趣。